# Prometej s otoka Viševice (1964.)
Prometej s otoka Viševice hrvatska je drama iz 1964. godine koju je režirao Vatroslav Mimica. Glavne uloge tumače Slobodan Dimitrijević, Mira Sardoč, Janez Vrhovec i Dina Rutić. Otok Viševica je izmišljena lokacija a priča je moderna parafraza mita o Prometeju, boga koji je dao ljudima vatru, pošto se u filmu glavni junak prisjeća kako se trudio dovesti struju na svoj otok.

## Radnja
Mate, sredovječni ravnatelj poduzeća iz nekog velegrada, putuje brodom na rodni otok Viševicu kako bi održao govor na ceremoniji kojom će se otkriti spomenik palim borcima. Tamo ga svi dočekaju kao junaka a on odluči svojoj supruzi pokazati malo ljepote otoka. Kada na plaži naiđe na starog poznanika, Vinka, počinje se prisjećati razdoblja dok je još kao mladić bio na otoku. S vremenom, mračna i traumatična sjećanja ga sve više progone: dok je trajao Drugi svjetski rat, pridružio se Partizanima i napao utvrdu neprijatelja. 
Međutim, iako je bio veliki zagovornik Komunizma, postao je razočaran kada je primijetio koliko se puno hrane oduzima od seljaka Viševice tijekom kolektivizacije. Odlučio je uvesti električnu struju do otoka, no zaostali mještani su mu zagorčavali život i maltretirali ga, tvrdeći da je struja nepotrebna. Život nije bio lagan ni drugdje: iako se oženio i dobio dijete, primijetio je da je život na otoku isprazan i bez perspektive. Na kraju je napustio sve i bez prtljage otišao u grad gdje je uz pomoć bivšeg ratnog kolege našao posao. Natrag u sadašnjosti, Mate naiđe na mladog mještana koji traži kredit za svoju zamisao, otvaranje turističkog centra na otoku. Iako mu ne može dati novac, savjetuje mu da ne odustane od sna te odlazi brodom s Viševice.

## Glume
- Slobodan Dimitrijević - Mladi Mate
- Janez Vrhovec - Mate
- Mira Sardoč - Matina supruga
- Dina Rutić - Matina prva supruga
- Pavle Vuisić - Sjor Žane
- Husein Čokić
- Dragomir Felba
- Fabijan Šovagović - Vinko

## Nagrade
- Osvojene 3 Zlatne arene na Festivalu igranog filma u Puli (najbolji film, režija, snimatelj).[2]

## Kritike
Daniel Rafaelić je za hrvatski filmski leksikon zapisao:
"Ključno ostvarenje hrv. film. modernizma odlikuje se inovativnim izlaganjem priče prispodobivim poetici eur. film. modernizama 1960-ih. Uz dojmljivu fotografiju visokoga ključa, koja služi za prikaz junakovih sjećanja i zamišljaja (sličnu ulogu u većem dijelu filma → Ponedjeljak ili utorak ima boja), asocijativnu montažnu organizaciju mnogih prizora iz sadašnjosti i prošlosti (sjećanja), te iz mašte (nalik tehnici struje svijesti u književnom modernizmu), film. forma privlači pozornost na sebe i retoričnim oblicima film. zapisa kao što su usporeni pokret i vrlo kratki kadrovi. Po I. Škrabalu, zbog isprepletenosti triju izlagačkih linija »gledaoce fascinira u prvome redu način kako se izlaže sudbina glavnog lika, a ne on sam."

## Vanjske poveznice
- Prometej s otoka Viševice u internetskoj bazi filmova IMDb-a
- Prometej s otoka Viševice  Arhivirana inačica izvorne stranice od 7. lipnja 2011. (Wayback Machine) na Film.hr